# Halowe Mistrzostwa Świata w Lekkoatletyce 2003 – skok o tyczce kobiet
Skok o tyczce kobiet – jedna z konkurencji rozgrywanych podczas halowych mistrzostw świata w lekkoatletyce w 2003. Kwalifikacje odbyły się 15 marca, a finał został rozegrany 16 marca.
Do kwalifikacji zgłoszonych zostało 17 zawodniczek z 13 państw.
Zawody w tej konkurencji wygrała reprezentantka Rosji Swietłana Fieofanowa. Drugą pozycję zajęła rodaczka triumfatorki Jelena Isinbajewa, trzecią zaś reprezentująca Polskę Monika Pyrek.

## Wyniki

### Kwalifikacje
Źródło: 
Grupa A
| Miejsce | Zawodniczka       | Państwo   | Wysokość (m) | Wysokość (m) | Wysokość (m) | Wysokość (m) | Wynik | Uwagi |
| Miejsce | Zawodniczka       | Państwo   | 4,10         | 4,25         | 4,30         | 4,35         | Wynik | Uwagi |
| ------- | ----------------- | --------- | ------------ | ------------ | ------------ | ------------ | ----- | ----- |
| 1.      | Vanessa Boslak    | Francja   | O            | XO           | –            | O            | 4,35  |       |
| 1.      | Tanja Stefanowa   | Bułgaria  | –            | O            | XO           | O            | 4,35  |       |
| 3.      | Kirsten Belin     | Szwecja   | O            | O            | XXX          | –            | 4,25  |       |
| 4.      | Krisztina Molnár  | Węgry     | O            | XXO          | XXX          | –            | 4,25  |       |
| 5.      | Naroa Agirre      | Hiszpania | XO           | XXX          | –            | –            | 4,10  |       |
| 6.      | Natalija Kuszcz   | Ukraina   | XXO          | XXX          | –            | –            | 4,10  |       |
| –       | Monique de Wilt   | Holandia  | XXX          | –            | –            | –            | NM    |       |
| –       | Marie Poissonnier | Francja   | XXX          | –            | –            | –            | NM    |       |
| –       | Gao Shuying       | Chiny     | XXX          | –            | –            | –            | NM    |       |

Grupa B
| Miejsce | Zawodniczka           | Państwo           | Wysokość (m) | Wysokość (m) | Wysokość (m) | Wysokość (m) | Wynik | Uwagi |
| Miejsce | Zawodniczka           | Państwo           | 4,10         | 4,25         | 4,30         | 4,35         | Wynik | Uwagi |
| ------- | --------------------- | ----------------- | ------------ | ------------ | ------------ | ------------ | ----- | ----- |
| 1.      | Jelena Isinbajewa     | Rosja             | –            | –            | –            | O            | 4,35  |       |
| 1.      | Monika Pyrek          | Polska            | –            | O            | –            | O            | 4,35  |       |
| 1.      | Swietłana Fieofanowa  | Rosja             | O            | O            | –            | O            | 4,35  |       |
| 4.      | Annika Becker         | Niemcy            | XO           | O            | –            | O            | 4,35  |       |
| 5.      | Anna Rogowska         | Polska            | O            | O            | –            | XO           | 4,35  |       |
| 6.      | Kellie Suttle         | Stany Zjednoczone | O            | O            | O            | XXO          | 4,35  |       |
| 7.      | Þórey Edda Elísdóttir | Islandia          | XO           | O            | XO           | XXX          | 4,30  |       |
| –       | Stacy Dragila         | Stany Zjednoczone | XXX          | –            | –            | –            | NM    |       |

### Finał
Źródło: 
| Miejsce | Zawodniczka          | Państwo           | Wysokość (m) | Wysokość (m) | Wysokość (m) | Wysokość (m) | Wysokość (m) | Wysokość (m) | Wysokość (m) | Wysokość (m) | Wysokość (m) | Wynik | Uwagi |
| Miejsce | Zawodniczka          | Państwo           | 4,20         | 4,35         | 4,45         | 4,55         | 4,60         | 4,65         | 4,70         | 4,75         | 4,80         | Wynik | Uwagi |
| ------- | -------------------- | ----------------- | ------------ | ------------ | ------------ | ------------ | ------------ | ------------ | ------------ | ------------ | ------------ | ----- | ----- |
| 01 !    | Swietłana Fieofanowa | Rosja             | –            | O            | O            | XO           | O            | O            | O            | O            | XO           | 4,80  | WR    |
| 02 !    | Jelena Isinbajewa    | Rosja             | XO           | O            | O            | O            | O            | X-           | –            | XX           | –            | 4,60  |       |
| 03 !    | Monika Pyrek         | Polska            | O            | O            | O            | XXX          | –            | –            | –            | –            | –            | 4,45  |       |
| 4.      | Kellie Suttle        | Stany Zjednoczone | O            | XXO          | O            | XXX          | –            | –            | –            | –            | –            | 4,45  | SB    |
| 5.      | Annika Becker        | Niemcy            | O            | XO           | XO           | XXX          | –            | –            | –            | –            | –            | 4,45  |       |
| 6.      | Tanja Stefanowa      | Bułgaria          | O            | XO           | XXX          | –            | –            | –            | –            | –            | –            | 4,35  |       |
| 6.      | Anna Rogowska        | Polska            | O            | XO           | XXX          | –            | –            | –            | –            | –            | –            | 4,35  |       |
| –       | Vanessa Boslak       | Francja           | XXX          | –            | –            | –            | –            | –            | –            | –            | –            | NM    |       |